# Kyselina thioglykolová
Kyselina thioglykolová (TGA) (někdy též nazývaná kyselina merkaptooctová) je organická sloučenina, která obsahuje thiolovou i karboxylovou funkční skupinu. Jedná se o bezbarvou kapalinu s nepříjemným zápachem, která je mísitelná s polárními organickými rozpouštědly.

## Výroba
TGA se vyrábí reakcí draselné nebo sodné soli kyseliny chloroctové s hydrogensulfidem alkalického kovu ve vodném prostředí. Lze ji taktéž získat z Bunteovy soli získané reakcí thiosíranu sodného s kyselinou chloroctovou.
ClCH2CO2H + Na2S2O3 → Na[O3S2CH2CO2H] + NaCl
Na[O3S2CH2CO2H] + H2O → HSCH2CO2H + NaHSO4

## Použití
Kyselina thioglykolová se, především ve formě vápenaté či sodné soli, používá jako depilační prostředek. Také se z ní vyrábějí thioglykoláty, využívané například v bakteriologii na přípravu thioglykolátových živných půd. Struktura kondenzovaných taninů se studuje pomocí jejich thioglykolýzy (rozkladu kyselinou thioglykolovou).
Organocínové deriváty isooktylesterů kyseliny thioglykolové slouží jako stabilizátory PVC. Obecný vzorec těchto látek je R2Sn(SCH2CO2C8H17)2.
Použití TGA může změkčit nehty.
Thioglykolát sodný nebo amonný se používá jako čistič kol, kde odstraňuje pozůstatky oxidů železa z ráfků. Železnaté kationty v kombinaci s kyselinou thioglykolovou vytvářejí červenofialový thioglykolát železitý.

## Reakce
Kyselina thioglykolová je s pKa (ionizace do prvního stupně) 3,83 výrazně silnější než kyselina octová:
HSCH2CO2H → HSCH2CO2− + H+
Hydrogenthioglykolátový anion má pKa 9,3:
HSCH2CO2− → −SCH2CO2− + H+
Kyselina thioglykolová funguje, zejména při vyšších hodnotách pH, jako redukční činidlo. Oxiduje se na odpovídající disulfid (kyselinu dithiodiglykolovou):
2 HSCH2CO2H + "O" → [SCH2CO2H]2 + H2O

### Reakce s ionty kovů
TGA, často jako dianion, tvoří komplexy s ionty kovů. Některé z těchto komplexu lze použít na zjištění přítomnosti železa, molybdenu, stříbra a cínu. TGA reaguje s diethylacetylmalonátem za vzniku kyseliny acetylmerkaptooctové a diethylmalonátu, redukčního činidla pro převod Fe3+ na Fe2+.